# Acanthonevra hemileina
Acanthonevra hemileina är en tvåvingeart som först beskrevs av Erich Martin Hering 1939.  Acanthonevra hemileina ingår i släktet Acanthonevra och familjen borrflugor. Inga underarter finns listade i Catalogue of Life.